# Speicher Spiegelberg 48a
Der ehemalige Speicher Spiegelberg 48a in Wismar-Altstadt, Straße Spiegelberg, steht unter Denkmalschutz. Er wurde zu einem Wohn- und Bürohaus umgebaut.

## Geschichte
Der dreigeschossige ehemalige Speicher wurde im 16. Jahrhundert als Dielenhaus im Stil der Renaissance gebaut. Der prägende sehr hohe, aber schmale (19 Meter) Treppengiebel ist reich gegliedert und die Korbbogenfenster bestimmen die Gestaltung. Im vorderen Bereich des Hauses gab es ein großes Kontor, eine Wandmalerei blieb erhalten. Um 1858 wurde das Haus umgebaut, das Kontor entfernt und die fünf Meter hohe Diele zu einem zusätzlichen Speicherboden ausgebaut. Bis in die 1990er Jahre wurde in dem Haus nur Getreide gelagert.
Von 2016 bis 2018 erfolgte eine umfassende Sanierung und Umbau in Wohn-, Büro- und Atelierräume. Nach Ausbau des Zwischengeschosses erhielt die Diele zwischen Straße und Hof wieder ihre alte Höhe. Die alten Lukenöffnungen wurden zudem Fenster.
In direkter Nachbarschaft stehen gegenüber die sanierten Dielenhäuser Spiegelberg 45 und 47. In Wismar stehen u. a. noch Giebelhäuser als ehemalige Speicher unter Denkmalschutz: Frische Grube 31, Kleine Hohe Straße 11, Kleine Hohe Straße 15, Kurze Baustraße 9 sowie Scheuerstraße 11 und 11a.